# 152 Dywizja
152 Dywizja (niem. Division Nr. 152) – jedna z niemieckich dywizji zapasowych z czasów II wojny światowej.
Powstała w Szczecinie jako II Komendantura Oddziału Zapasowego (niem. Kommandeur der Ersatztruppen II). 9 listopada otrzymała status dywizji zapasowej i nazwę Division Nr. 152. Nadzorowała oddziały zapasowe w II Okręgu Wojskowym, w jej skład wchodziło początkowo 6 pułków szkolno-zapasowych piechoty i 2 pułki szkolno-zapasowe artylerii. W czerwcu 1940 r. oddała część pododdziałów do powstającej 192 Dywizji, a pod koniec 1941 r. została przeniesiona do Grudziądza. Dywizja pełniła tam funkcje jednostki szkolnej.
W styczniu 1945 r. na bazie dywizji została zorganizowana grupa bojowa, która walczyła na terenie Polski i we wschodnich Niemczech do końca wojny.

## Skład
listopad 1939
- 12., 32., 75., 207., 258. szkolno-zapasowe pułki piechoty
- 2. szkolno-zapasowy pułk piechoty zmotoryzowanej
- 2. i 12. szkolno-zapasowe pułki artylerii
- inne mniejsze jednostki

czerwiec 1940
- 2. szkolno-zapasowy pułk piechoty zmotoryzowanej
- 332. zapasowy pułk piechoty
- 2. zapasowy pułk artylerii
- 5. zapasowy batalion kawalerii
- 2. zapasowy batalion niszczycieli czołgów
- 2. zapasowy batalion inżynieryjny
- 2. zapasowy batalion motocyklowy

1942-1944
- 75. szkolny pułk grenadierów
- 207. szkolny pułk grenadierów
- inne pododdziały szkolne

styczeń 1945
- 75. szkolny pułk grenadierów
- 478. szkolny batalion grenadierów
- 32. szkolny batalion artylerii
- 12. szkolny batalion rozpoznawczy

## Dowódcy
- Generalleutnant Hermann Franke (od 26 sierpnia 1939)
- Generalleutnant Hans Windeck (od 1 grudnia 1939)
- Generalleutnant Karl Gümbel (od 1 marca 1944)